# Meeting International Mohammed VI d'Athlétisme 2012
Meeting International Mohammed VI d’Athlétisme 2012 – mityng lekkoatletyczny, który odbył się 27 maja w Rabacie. Zawody były kolejną odsłoną cyklu World Challenge Meetings rozgrywanego pod egidą IAAF.

## Rezultaty

### Mężczyźni
| Konkurencja:                  | 1. miejsce        | Rezultat    | 2. miejsce        | Rezultat | 3. miejsce            | Rezultat |
| Bieg na 100 m                 | Justin Gatlin     | 10,12       | Kim Collins       | 10,17    | Aziz Ouhadi           | 10,29    |
| Bieg na 200 m                 | Aziz Ouhadi       | 20,50       | David Alerte      | 20,67    | Amr Seoud             | 20,72    |
| Bieg na 800 m                 | Mohamed Aman      | 1:43,58     | Leonard Kosencha  | 1:43,60  | Amine El Manaoui      | 1:45,00  |
| Bieg na 1500 m                | Abdelaati Iguider | 3:34,39     | Taoufik Makhloufi | 3:34,53  | Yassine Bensghir      | 3:34,76  |
| Bieg na 5000 m                | Vincent Chepkok   | 12:59,28 WL | Jacob Chesari     | 13:02,94 | Moukhled Al-Outaibi   | 13:03,58 |
| Bieg na 3000 m z przeszkodami | Roba Gari         | 8:10,04     | Brahim Taleb      | 8:10,20  | Bernard Nganga        | 8:10,59  |
| Bieg na 400 m przez płotki    | Félix Sánchez     | 48,93       | Dai Greene        | 48,96    | Jack Green            | 49,45    |
| Skok w dal                    | Greg Rutherford   | 8,17        | Aleksandr Mieńkow | 8,10     | Christopher Tomlinson | 8,01     |
| Rzut oszczepem                | Tom Goyvaerts     | 78,88       | Ainārs Kovals     | 78,38    | Risto Mätas           | 78,04    |

### Kobiety
| Konkurencja:                  | 1. miejsce             | Rezultat | 2. miejsce              | Rezultat | 3. miejsce                | Rezultat |
| Bieg na 800 m                 | Ibtissam Lakhouad      | 2:00,22  | Lydia Wafula            | 2:00,99  | Natala Lupu               | 2:01,04  |
| Bieg na 1500 m                | Halima Hachlaf         | 4:07,63  | Rabab Arafi             | 4:08,68  | Hilary Stellingwerff      | 4:09,01  |
| Bieg na 5000 m                | Mariem Alaoui Selsouli | 14:45,91 | Janeth Kisa             | 14:57,68 | Priscah Jepleting Cherono | 14:59,53 |
| Bieg na 3000 m z przeszkodami | Hiwot Ayalew           | 9:16,14  | Lidya Chepkurui         | 9:24,43  | Hyvin Jepkemoi            | 9:28,80  |
| Bieg na 400 m przez płotki    | Muizat Ajoke Odumosu   | 55,36    | Hanna Jaroszczuk        | 55,41    | Latosha Wallace           | 55,64    |
| Skok wzwyż                    | Tia Hellebaut          | 1,96     | Wenelina Wenewa-Mateewa | 1,93     | Airinė Palšytė            | 1,87     |
| Trójskok                      | Olha Saładucha         | 14,75    | Caterine Ibargüen       | 14,48    | Wiktorija Walukiewicz     | 14,38    |
| Rzut oszczepem                | Goldie Sayers          | 62,35    | Kathrina Molitor        | 60,39    | Madara Palameika          | 59,39    |

## Rekordy
Podczas mityngu ustanowiono 2 krajowe rekordy w kategorii seniorów:
| Zawodnik              | Reprezentacja                | Konkurencja         | Rezultat |
| --------------------- | ---------------------------- | ------------------- | -------- |
| Aboubaker El-Gatrouni | Libia                        | bieg na 1500 metrów | 3:42,11  |
| Betlhem Desalegn      | Zjednoczone Emiraty Arabskie | bieg na 1500 metrów | 4:09,47  |